# اوهاینز ۲۳۵۱
سیارک ۲۳۵۱ (به انگلیسی: 2351 O'Higgins، نامگذاری:1964VD) دو هزار و سیصد و پنجاه و یکمین سیارک کشف شده‌است که در ۳ نوامبر ۱۹۶۴ کشف شد.
قدر مطلق سیارک برابر ۱۲٫۸۰ است.